# サカスさん
『サカスさん』（英称:Sacas-san）は、一部のTBS系列局で生放送されていた生活情報バラエティ番組である。ハイビジョン制作。製作局のTBSでは、2009年3月30日から9月24日まで放送された。

## 概要
2008年4月にグランドオープンした「赤坂サカス」内の広場に（この番組のために）新設されたオープンスタジオ「STUDIO SACAS」からの生放送。バラエティ番組で馴染みのあるお笑いタレントが日替りでMCを担当した。前番組の『イブニング・ファイブ』と比較すると芸能情報・生活情報に主体を置いた番組内容であった。
番組タイトルは『サザエさん』に掛けており、キャラクターやロゴマークはフグ田サザエをモチーフにしたものになっていた。
7月中旬に改編を行い、『ひるおび!』を放送していた14時台に枠移動する。7月20日以降は月曜日 - 木曜日のみで放送時間を番組開始当初より3時間前倒し・1分縮小し、13:53 - 14:49となった。金曜日は終了となり、7月17日が最終回となった。これと同時に内容も主婦層から夏休み期間中の学生を対象とした企画を行ったが、半年で打ち切られる事となり2009年9月24日で終了。局側では「視聴率の伸び悩みが最大の理由」としている。なお、当時高視聴率を記録していた『スーパーニュース』（フジテレビ）の視聴率を上回る事が出来なかった。これにより月曜 - 木曜14時台が3年半ぶりにドラマ再放送枠となると共に、（イブニングワイド）再び17時台に情報番組が復帰する事となった。なお、7月20日以降は14:49以降はテレビショッピングの後、14:53枠（金曜日のみ14:57 - 15:50）はドラマ再放送枠とし（金曜日のみ新設）、15:48枠（金曜日のみ15:50枠）韓流ドラマ、16:43 - 16:53『先出し!THE NEWS』、16:53枠『水戸黄門』再放送となる。
夕方から14時台に枠移動後、平日17時台の生放送は2009年9月末に『イブニングワイド』が開始されるまで空白となったほか、本番組終了後平日14時台の生放送は2015年3月末に『ゴゴスマ -GO GO!Smile!-』（CBCテレビ制作）をネット開始するまで空白となった。2010年5月14日より、金曜15時台にて本番組を踏襲した『金曜プリティ』がスタートしたが、9月17日を以て終了した。

## 放送時間の変遷
| 期間      | 期間      | 放送時間（JST） | 放送時間（JST） |
| 期間      | 期間      | 月曜 - 木曜     | 金曜            |
| --------- | --------- | --------------- | --------------- |
| 2009.3.30 | 2009.7.17 | 16:53 - 17:50   | 16:53 - 17:50   |
| 2009.7.20 | 2009.9.24 | 13:53 - 14:49   | （放送終了）    |

## 出演者（2009年7月20日から）

### メインパーソナリティ
- 月曜：森三中（黒沢かずこ・村上知子・大島美幸）・森公美子
- 火曜：三村マサカズ（さまぁ〜ず）
- 水曜：名倉潤（ネプチューン）
- 木曜：田中裕二（爆笑問題）

### 進行アシスタント
総合司会
- 久保田智子（当時TBSアナウンサー）

サカスアナウンサー
- 駒田健吾（TBSアナウンサー、月曜日 - 水曜日）
- 高野貴裕（当時TBSアナウンサー、木曜日[注釈 2]）

### 曜日レギュラー
- 月曜日：サカス婦人会
- 火曜日：つぶやきシロー、宮崎哲弥
- 水曜日：千秋、はるな愛、ふかわりょう
- 木曜日：西川史子、フォーリンラブ、角田龍平[注釈 3]

準レギュラー
- 坂下千里子（隔週火曜日）
- ヘリョン（不定期木曜日）

### サカス婦人会メンバー
- 奈美悦子
- 綾戸智恵
- 柴田理恵
- 磯野貴理
- 森公美子
- キューティー★マミー（松本伊代・早見優）
- 香坂みゆき
- 榊原郁恵
- 北斗晶
- 山口もえ
- 島崎和歌子
- 高木美保
- 友近
- ジャガー横田
- 瀬川瑛子

### 『ママ1年生!千里子の子育て奮闘記』ナビゲーター
- レッド吉田（TIM）
- 岡田圭右（ますだおかだ）
- 山口もえ（サカス婦人会）

※『子育て奮闘紀』のナビゲーターは不定期出演である。

### 過去の出演者
- 長岡杏子（当時TBSアナウンサー、2009年3月30日 - 7月17日、『先出し!THE NEWS』キャスター）
- 泉ピン子（2009年3月30日 - 7月13日、月曜日司会者）
- 島田秀平（2009年6月24日 - 7月15日、水曜日準レギュラー）
- 安達祐実（木曜日準レギュラー）
- 青木裕子（当時TBSアナウンサー、木曜日準レギュラー）
- はる（2009年6月5日 - 7月17日、金曜日準レギュラー）

## 番組構成・タイムテーブル

### 前・中期（放送開始から2009年7月17日まで）
- 16:53:00 先出し!THE NEWS

TBSの報道スタジオから最新のニュースを伝える。
- 17:03頃（終了時間不定：SBS・BSN飛び降り点）オープニング
- 17:07頃 日替りコーナー
  - 月曜日 
    - ピンちゃん知ちゃんコロコロレシピ
    - 激ウマ激安グルメMAP

  - 火曜日 
    - 明日つぶやきたい世界一せまいランキング[注釈 4]（隔週）
    - ママ1年生!千里子の子育て興奮記（隔週）
    - ツギくる!スター誕生Presents ウチの子スゴイよ!選手権!

  - 水曜日 
    - 趣味バカ日誌（隔週）
    - キング・オブ・プロフェッショナル（隔週）
    - 今日の占い師
    - 名倉潤の読みズバッ!

  - 木曜日 
    - あや散歩
    - 瞬間絶景シアター（不定期）
    - 最速激安リゾート（不定期）
    - サカス・ザ・ベストテン

  - 金曜日
    - スターツアーズ
    - 占い師・はるのサカスの館
- 17:49頃 エンディング
- （→17:50:00 『総力報道!THE NEWS（第1部）』にステブレレスで接続）

補足
- 開始当初の2週間は冒頭1分間で当日のラインナップを紹介し、16:54から「先出し! THE NEWS」を放送していた。また、16:53に流れる5秒程のタイトルアニメもあったが、改編により夕方版から昼版になっている（OPの空が赤から青になっている）。
- また、日により日替りコーナーを一時中断して『とれたて芸能サカスさん!!（金曜日は週間サカスさんNEWS）』という5分間のミニ芸能ニュースコーナーが放送されている。

過去の日替りコーナー
- 赤坂の母（月曜日）
- 森四中お手軽4コマレシピ（月曜日）
- ツギくる!スター誕生（火曜日）
- 宮崎哲弥の今さら聞けない!NEWSドリル（火曜日）
- 芸能界オンナ社長部（水曜日）
- ここ掘れサカス（水曜日）
- ベスト5ランキング（木曜日）

### 後期（2009年7月20日から放送終了まで）
- 13:53:00 オープニングトーク
- 13:55 日替りコーナー
  - 月曜日
    - 月イチ ゼータク ご褒美ガイド

  - 火曜日
    - 明日つぶやきたい!世界一せまいランキング（隔週）
    - ママ一年生!坂下千里子の子育て奮闘記（隔週）

  - 水曜日
    - 名倉潤プロデュース アイドルオーディション
    - 趣味バカ日誌（隔週）
    - キング・オブ・プロフェッショナル（隔週）

  - 木曜日
    - サカス・ザ・ベストテン
    - 瞬間絶景シアター（不定期）
    - 最速激安リゾート（不定期）
    - 芸人怪談話決定戦
- 14:45 エンディング（14:45:35にCM）
- 14:47:50 10秒クレジット
- 14:48:00 放送終了

補足
- 『ご褒美ガイド』・『アイドルオーディション』・『芸人怪談話決定戦』以外は全て前期からの継続である。

## エピソード
- 2009年5月4日から5月7日にはTBSのみ2時間スペシャル[注釈 5]、5月21日にもTBSのみ80分スペシャルがそれぞれ放送された[注釈 6]。
- 2009年5月11日は民主党の小沢一郎代表の辞任会見を「先出し!THE NEWS」の拡大版として生中継したために本編は全面休止となった[注釈 7]。
- ちなみに夕方時代は、後述のように「先出し!THE NEWS」コーナーが終わってから本編開始となるので、1時間番組でありながら、17:03頃からの正味約50分の番組となっていた。
- 田中が出演するTBSラジオの番組、『爆笑問題カーボーイ』の2009年6月16日のスペシャルウィーク企画に名倉をゲストに加え、この番組を出演者はそのままで深夜番組に移行したらという趣旨の「深夜のサカスさん」という企画を行った。ちなみにこの企画に高野が投稿し採用されたが、田中の相方である太田光に「くだらない」と評された。
- 2009年7月21日から火曜日のみ録画になった。これは三村が『笑っていいとも!』（フジテレビ系）の火曜レギュラーで出演しており、番組終了後も『笑っていいとも!増刊号』で放送終了後のトーク収録などが行われているため、14時台のTBSでの生放送出演が困難になった事に伴う。
- 2009年9月24日の最終回オープニングは、後日フジテレビ・FNS系列で放送された『とんねるずのみなさんのおかげでした』の番組終盤で一部が放送された。理由は、最終回当日の午前に『新・食わず嫌い王決定戦』の収録を行ったが、爆笑問題が負けて罰ゲームを当番組内で行ったため。ただし、テロップ類には画像処理が施されていた。

## ネット局について
元来平日17時台はローカル枠であるため、初回から全編ネットしているのは以下の8局。全編ネット局は全て前番組『イブニング・ファイブ (e5) 』からのスライドである。
山陽放送を含む4局が番組開始前の時点で平日17時台のTBS同時ネットを廃止したり、番組開始からネットしていた局であっても、1クール以内に打ち切りとなるなど、『e5』末期と比較してネット局は番組開始後も減少に転じている。なお、大半の系列は「Nスタ」の開始に伴い、17時台の第1部について同時ネットに復帰している。MROは、2013年4月改編で「Nスタ・第1部」のネット受けを開始。
一方で、静岡放送のように初回から「先出し!THE NEWS」のコーナーのみネットしている局もあり、山陽放送と新潟放送は途中から「先出し!THE NEWS」のネットを開始した。
なお、「先出し!THE NEWS」のコーナーは2009年9月25日まで月曜 - 木曜16:43枠・金曜16:45枠に「THE NEWS」（単独番組）として継続した。

### 2009年3月30日 - 7月17日
全編ネット局
- TBSテレビ（TBS、制作局）
- 東北放送（TBC）
- テレビユー福島（TUF）[注釈 9]
- 信越放送（SBC）
- 北陸放送（MRO）
- RKB毎日放送（RKB）[注釈 10]
- 熊本放送（RKK）
- 大分放送（OBS）

先出し!THE NEWSのみのネット局
- 静岡放送（SBS）[注釈 11]：自社制作の報道・情報番組『SBSイブニングeye』に内包。
- 新潟放送（BSN）：2009年7月6日より自社制作の情報番組『イブニング王国!』に内包。番組開始から7月3日までは全編ネット。
- 山陽放送（RSK）：2009年7月6日[注釈 12]より16時台から17時台に移動した自社制作の情報番組『イブニングDonDon』に内包。ただし、SBSと違い16:58頃に飛び降りローカルニュースコーナーへと接続される。

### 2009年7月20日 - 9月24日
- TBSテレビ（TBS、制作局）
- 北海道放送（HBC）
- 東北放送（TBC）：2009年7月21日より
- テレビユー山形（TUY）：2009年7月21日より
- テレビユー福島（TUF）
- 信越放送（SBC）：2009年7月21日より
- 北陸放送（MRO）
- RKB毎日放送（RKB）：『今日感テレビ』への内包ではなくなる。
- 熊本放送（RKK）：14時台に放送していたドラマ再放送枠と入替。
- 大分放送（OBS）[注釈 13]

### 過去のネット局
- 南日本放送（MBC）：2009年4月24日をもって打ち切り。
- 宮崎放送（MRT）：2009年6月5日をもって打ち切り。
- チューリップテレビ（TUT）：2009年6月26日をもって打ち切り。6月29日以降はドラマの再放送（現代劇）となる。
- あいテレビ（ITV）：2009年6月26日をもって打ち切り。6月29日以降はドラマの再放送（現代劇）となる。
- 新潟放送（BSN）：2009年7月3日をもって打ち切り。以降は上記のとおり『先出し!THE NEWS』のみの放送。
- テレビ高知（KUTV）：2009年7月21日から7月31日まで放送された。
- 琉球放送（RBC）：2009年9月16日のみの放送。[注釈 14]

## スタッフ
- 構成：北本かつら 他
- ナレーター：松本ともこ、小野寺一歩 他
- デザイン：宇野ちん
- 美術製作：まっちー町山
- 大道具操作：榎本大治＠REDIBON
- プロジェクトディレクター：細矢将司
- プロデューサー：高宮望（月曜日）、西村武彦、櫟本憲勝、千田都、大滝功、藤塚基広、長内信博
- 総合演出・プロデューサー： 大久保竜
- 制作プロデューサー：吉田啓良
- 製作著作：TBS